# А
А je cirilska črka, ki se je razvila iz grške črke Α (enako kot latinični A). Izgovarja se kot a in se tako tudi prečrkuje v latinico.
Tradicionalno ime te črke je az (аз, азъ), v novejšem času pa se bolj uporablja kratko ime a.
| tiskano | pisano |
| ------- | ------ |
| А а     | А а    |